# Catedral de Liverpool
A Igreja-Catedral de Cristo em Liverpool é uma catedral da Igreja da Inglaterra localizada na cidade de Liverpool, Inglaterra. Também é conhecida como Cathedral Church of the Risen Christ, Liverpool (Igreja-Catedral do Elevado Cristo em Liverpool), é a sede da Diocese de Liverpool.
A catedral, baseada num projeto de Giles Gilbert Scott, tem 189 metros de comprimento externo, o que a torna a mais extensa igreja do mundo. A Catedral de Liverpool é considerada a quinta maior igreja e uma das igrejas mais altas do mundo. Sendo que disputa com a Catedral de São João, o Divino o recorde de "maior templo anglicano". Devido sua importância histórica, a catedral foi incluída no National Heritage List e tombada como Listed building de Grau I.

## Descrição
A Diocese de Liverpool considera os seguintes dados sobre as dimensões da Catedral.
- Comprimento: 188.7 m
- Área: 9.678 m²
- Altura: 100.8 m
- Altura da nave: 36.5 m

A Catedral foi construída a partir de arenito da região de Woolton, ao sul de Liverpool. O seu campanário, com 100.8 metros de altura, é o maior e mais alto do mundo, ainda abriga o mais pesado sino do Reino Unido, de 16,8 toneladas. O sino é chamado Great George, em honor do rei Jorge V do Reino Unido.